# Isländischer Fußballpokal der Männer 1993
Der isländische Fußballpokal 1993 war die 34. Austragung des isländischen Pokalwettbewerbs der Männer. Pokalsieger wurde ÍA Akranes. Das Team setzte sich im Finale am 29. August 1993 im Laugardalsvöllur von Reykjavík gegen ÍB Keflavík durch und qualifizierte sich damit für den Europapokal der Pokalsieger. Titelverteidiger Valur Reykjavík schied im Halbfinale gegen den späteren Finalisten ÍB Keflavík aus.

## Modus
Die Begegnungen wurden in einem Spiel ausgetragen. In den ersten drei Runden nahmen Vereine ab der zweiten Liga abwärts teil. Die Mannschaften aus der ersten Liga starteten im Achtelfinale. Bei unentschiedenem Ausgang wurde das Spiel zunächst verlängert und gegebenenfalls durch Elfmeterschießen entschieden.

## 1. Runde
| Datum      |                                    | Ergebnis              |                      |
| ---------- | ---------------------------------- | --------------------- | -------------------- |
| 25.05.1993 | UMF Einherji                       | 2:0                   | UMF Sindri Höfn      |
| 25.05.1993 | UMF Selfoss                        | 2:4                   | UMF Stjarnan         |
| 25.05.1993 | Leiknir Reykjavík                  | 1:3                   | Haukar Hafnarfjörður |
| 25.05.1993 | Fjölnir Reykjavík                  | 2:1                   | UMF Grindavík        |
| 25.05.1993 | UMF Víkingur                       | 0:2                   | UMF Afturelding      |
| 25.05.1993 | Víðir Garði                        | 9:1                   | Ármann Reykjavík     |
| 25.05.1993 | Völsungur Húsavík                  | 4:0                   | þrymur Sauðárkrókur  |
| 25.05.1993 | UMF Skallagrímur                   | 3:3 n. V. (2:4 i. E.) | ÍR Reykjavik         |
| 25.05.1993 | Hvöt Blönduós                      | 4:2                   | Magni Grenivík       |
| 25.05.1993 | HB Hvolsvöllur                     | 1:6                   | þróttur Reykjavík    |
| 25.05.1993 | Reynir Sandgerði                   | 1:3                   | ÍF Grótta            |
| 25.05.1993 | Hvatberar Seltjarnarnes            | 4:5                   | Breiðablik Kópavogur |
| 25.05.1993 | UMFS Dalvík                        | 0:1                   | UMF Tindastóll       |
| 25.05.1993 | Árvakur Reykjavík                  | 1:7                   | BÍ Ísafjörður        |
| 25.05.1993 | KBS Fáskrúðsfjörður/Stöðvarfjörður | 1:2                   | Austri Eskifjörður   |
| 25.05.1993 | Snæfell Stykkishólmur              | 1:6                   | HK Kópavogur         |
| 25.05.1993 | UMF Njarðvík                       | 1:3                   | Ægir þorlákshöfn     |
| 01.06.1993 | Höttur Egilsstaðir                 | 4:0                   | þróttur Norðfjörður  |

## 2. Runde
| Datum      |                      | Ergebnis              |                      |
| ---------- | -------------------- | --------------------- | -------------------- |
| 08.06.1993 | ÍR Reykjavik         | 1:2                   | UMF Stjarnan         |
| 08.06.1993 | BÍ Ísafjörður        | 1:1 n. V. (4:5 i. E.) | HK Kópavogur         |
| 08.06.1993 | Ægir þorlákshöfn     | 3:3 n. V. (1:2 i. E.) | ÍF Grótta            |
| 08.06.1993 | Haukar Hafnarfjörður | 4:0                   | Fjölnir Reykjavík    |
| 08.06.1993 | Víðir Garði          | 2:1                   | þróttur Reykjavík    |
| 08.06.1993 | UMF Einherji         | 1:2                   | Höttur Egilsstaðir   |
| 08.06.1993 | Austri Eskifjörður   | 4:2                   | Huginn Seyðisfjörður |
| 08.06.1993 | Leiftur Ólafsfjörður | 16:00                 | Austri Raufarhöfn    |
| 08.06.1993 | Völsungur Húsavík    | 5:2                   | UMF Tindastóll       |
| 08.06.1993 | Neisti Hofsós        | 0:7                   | KA Akureyri          |
| 08.06.1993 | KS Siglufjarðar      | 0:2                   | Hvöt Blönduós        |
| 08.06.1993 | Breiðablik Kópavogur | 2:0                   | UMF Afturelding      |

## 3. Runde
| Datum      |                    | Ergebnis |                      |
| ---------- | ------------------ | -------- | -------------------- |
| 22.06.1993 | Hvöt Blönduós      | 3:5      | KA Akureyri          |
| 22.06.1993 | UMF Stjarnan       | 2:3      | HK Kópavogur         |
| 22.06.1993 | Völsungur Húsavík  | 0:2      | Leiftur Ólafsfjörður |
| 22.06.1993 | Víðir Garði        | 3:0      | Haukar Hafnarfjörður |
| 22.06.1993 | ÍF Grótta          | 1:6      | Breiðablik Kópavogur |
| 22.06.1993 | Austri Eskifjörður | 0:7      | Höttur Egilsstaðir   |

## Achtelfinale
Teilnehmer: Die sechs Sieger der 3. Runde und die zehn Teams der 1. deild 1993.
| Datum      |                    | Ergebnis |                      |
| ---------- | ------------------ | -------- | -------------------- |
| 06.07.1993 | Fram Reykjavík     | 0:1      | KR Reykjavík         |
| 07.07.1993 | Víðir Garði        | 1:2      | Víkingur Reykjavík   |
| 07.07.1993 | HK Kópavogur       | 0:3      | ÍA Akranes           |
| 07.07.1993 | Fylkir Reykjavík   | 2:0      | FH Hafnarfjörður     |
| 07.07.1993 | Höttur Egilsstaðir | 0:1      | Leiftur Ólafsfjörður |
| 08.07.1993 | ÍB Keflavík        | 1:0      | þór Akureyri         |
| 08.07.1993 | ÍBV Vestmannaeyja  | 4:0      | KA Akureyri          |
| 08.07.1993 | Valur Reykjavík    | 1:0      | Breiðablik Kópavogur |

## Viertelfinale
| Datum      |                  | Ergebnis |                      |
| ---------- | ---------------- | -------- | -------------------- |
| 19.07.1993 | ÍB Keflavík      | 4:2      | Leiftur Ólafsfjörður |
| 19.07.1993 | ÍA Akranes       | 4:1      | Víkingur Reykjavík   |
| 19.07.1993 | Fylkir Reykjavík | 1:2      | Valur Reykjavík      |
| 19.07.1993 | KR Reykjavík     | 3:1      | ÍBV Vestmannaeyja    |

## Halbfinale
| Datum      |                 | Ergebnis |             |
| ---------- | --------------- | -------- | ----------- |
| 04.08.1993 | KR Reykjavík    | 0:1      | ÍA Akranes  |
| 05.08.1993 | Valur Reykjavík | 1:2      | ÍB Keflavík |

## Finale
| Paarung        | ÍA Akranes – ÍB Keflavík |
| Ergebnis       | 2:1 (1:0) |
| Datum          | 29. August 1993 |
| Stadion        | Laugardalsvöllur, Reykjavík |
| Schiedsrichter | þorvarður Björnsson |
| Tore           | 1:0 þórður Guðjónsson (14.) 1:1 Marko Tanasić (54.) 2:1 Mihajlo Biberčić (58.) |
| ÍA Akranes     | Kristján Finnbogason – Luka Kostić, Sturlaugur Haraldsson, Sigurður Jónsson, Ólafur Adolfsson – þórður Guðjónsson, Alexander Högnason, Sigursteinn Gíslason, Mihajlo Biberčić – Ólafur Þórðarson, Haraldur Ingólfsson (90. Theodór Hervarsson). Cheftrainer: Guðjón Þórðarson           |
| ÍB Keflavík    | Ólafur Pétursson – Jakob Jónharðsson, Ragnar Steinarsson (81. Jóhann Magnússon), Karl Finnbogason, Gestur Gylfason – Sigurður Björgvinsson, Gunnar Oddsson, Marko Tanasić, Georg Birgisson (79. Ingvar Guðmundsson) – Kjartan Einarsson, Óli Þór Magnússon. Cheftrainer: Kjartan Másson |
| Gelbe Karten   | keine – Jakob Jónharðsson |